# Move or Not
Move or Not è un singolo di Purple Disco Machine, pubblicato il 18 settembre 2013.

## Video musicale
Il video è stato pubblicato il 17 settembre 2013.

## Tracce
1. Move or Not (Original Mix) – 6:40
2. Street Life (Original Mix) – 6:45